# Світ

Світ у проєкції тарілки карре

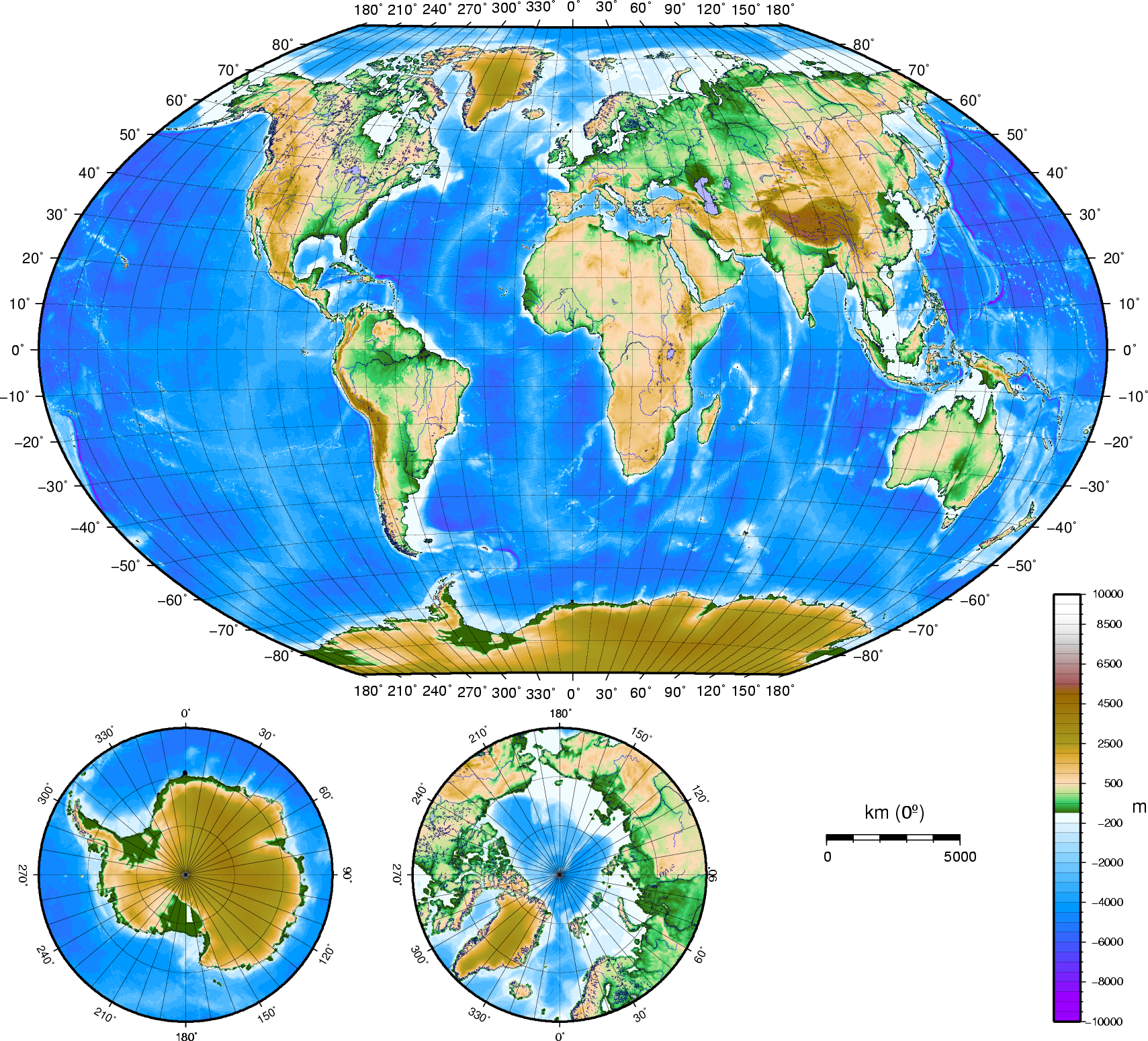
Світ

Світ — назва планети Земля з людського погляду як місце, заселене людськими істотами. Термін часто вживається для означення суми людського досвіду та історії, людського стану взагалі. На земній кулі проживає понад 8 мільярдів людей.
Особливо в метафізичному розумінні, поняття світ може мати на увазі все, що становить реальність, дійсність, всесвіт: дивись Світ (філософія).

## Походження та історія назви
В українській та деяких інших слов'янських мовах назва світ (свієт — хорватською, свет — словацькою, чеською і словенською, сьвят — польською) етимологічно пов'язана зі світлом, тобто з видимим, реальним, з дійсністю.
В англійській назва світу — ворлд (world) – походить від двох складових слів воре, людина, та олд, вік; отже, його найдревніше значення — «вік чи життя людини».

## Людство

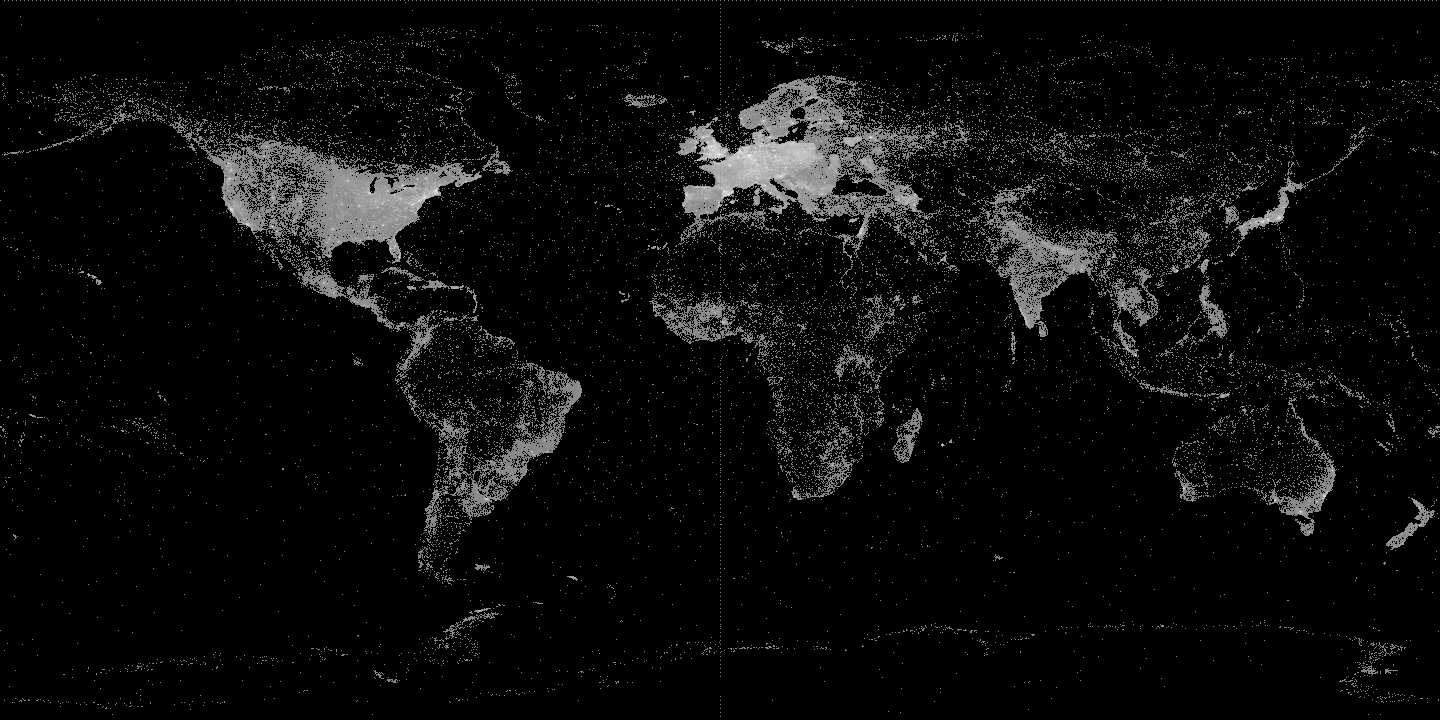
Земний світ видимий вночі з космосу

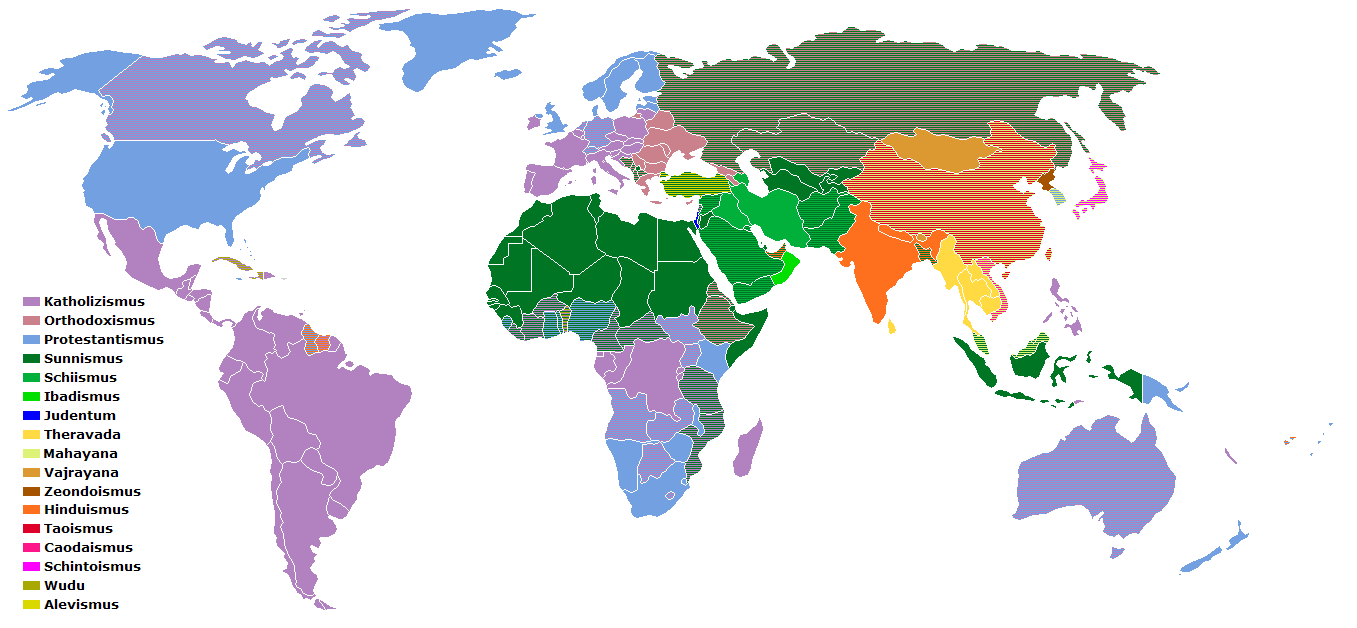
Релігії світу

Згідно зі Світовою Книгою Фактів (World Fact Book) за 2007 рік:
ВРП (валовий рівень плодючості, чи очікувана кількість дітей, що народжуються, на жінку в середніх роках її можливої вагітності) становила 2.80 у 2000 та 2.59 у 2007 році. Рівень дитячої смертності становить 56.11 смертей на 1000 народжень. Рівень росту населення світу становить 1.45% на рік в середньому.
Світове безробіття становить 38%.
В липні 2007 населення світу, за оцінками, сягає 6,641,216,000 жителів. Густота населення світу – 48 жителів на квадратний кілометр.
Валовий Світовий Продукт (GWP) становить 48,144,966 мільйонів ам. доларів згідно з Міжнародним Валютним Фондом (IMF) та 44,784,871 згідно зі Світовим Банком, в середньому 46,264,669 мільйонів доларів США або 6975 доларів США на жителя світу.
Середня очікувана тривалість життя становить 65.82 років, 63.89 років для чоловіків та 67.84 років для жінок. Згідно зі Світовою Організацією Здоров'я, 10 провідними причинами смерті в 2002 році були:
12.6% Захворювання серця
9.7% Мозкова хвороба
6.8% Нижні дихальні інфекції
4.9% ВІЛ/СНІД
4.8% Хронічна перепонна легенева хвороба
3.2% Поносні шлункові хвороби
2.7% Туберкульоз
2.2% Малярія
2.2% Трахічний/бронхіальний/легеневий рак
2.1% Автомобільні дорожні випадки

## Фізичні характеристики

### Розміри землі
| Фізичні риси             |                                                                           |
| ------------------------ | ------------------------------------------------------------------------- |
| Поверхнева площа         | 510,000,000 км² (196,950,000 кв. миль)                                    |
| Земельна поверхня        | 149,000,000 км² (57,510,000 кв. миль)                                     |
| Водяна поверхня          | 361,000,000 км² (139,440,000 кв. миль)                                    |
| Екваторна окружність     | 40,077 км (24,902 миль)                                                   |
| Мередіональна окружність | 40,009 км (24,860 миль)                                                   |
| Екваторіальний діаметр   | 12,757 км (7,926 миль)                                                    |
| Полярний діаметр         | 12,714 км (7,899.988 миль)                                                |
| Полярний радіус          | 6,356.89 км (3,949.99 миль)                                               |
| Об'єм Землі              | 1,080,000,000,000 км³ (260,000,000,000 кубічних миль)                     |
| Маса                     | 5,980,000,000,000,000,000,000 тон (6,592,000,000,000,000,000,000 ам. тон) |

### Континенти і населення
| Площа                 | Площа       | Площа    |
| --------------------- | ----------- | -------- |
| континент             | площа (км²) | відсоток |
| Світ                  | 149 000     | 100      |
| Африка-Євразія        | 84 580 000  | 57       |
| Євразія               | 54 210 000  | 36       |
| Азія                  | 43 810 000  | 29       |
| Америка               | 42 330 000  | 28       |
| Африка                | 30 370 000  | 20       |
| Північна Америка      | 24 490 000  | 16       |
| Південна Америка      | 17 840 000  | 12       |
| Антарктика            | 13 720 000  | 9.2      |
| Європа                | 10 400 000  | 7.0      |
| Океанія               | 9 010 000   | 6.0      |
| Австралія-Нова Гвінея | 8 500 000   | 5.7      |
| Австралія материк     | 7 600 000   | 5.1      |

| Людське Населення     | Людське Населення | Людське Населення |
| --------------------- | ----------------- | ----------------- |
| континент             | прибл. населення  | відсоток          |
| Світ                  | 6 450 000         | 100               |
| Африка-Євразія        | 5 400 000         | 84                |
| Євразія               | 4 510 000         | 70                |
| Азія                  | 3 800 000         | 59                |
| Африка                | 890 000           | 14                |
| Америка               | 886 000           | 14                |
| Європа                | 710 000           | 11                |
| Північна Америка      | 515 000           | 8.0               |
| Південна Америка      | 371 000           | 5.8               |
| Океанія               | 35 800 000        | 0.55              |
| Австралія-Нова Ґвінея | 30 000            | 0.5               |
| Австралія материк     | 20 794 000        | 0.3               |
| Антарктика            | 1 000             | 0.00002           |